# 줄리아 골다니 텔레스
줄리아 골다니 텔러스(영어: Julia Goldani Telles, 영어 발음: /ˈtɛləs/, 혹은 줄리아 골다니 테이에스, 1995년 3월 18일 ~ )는 미국의 배우, 발레 무용수이다.

## 출연 작품

### 영화
- 슬렌더맨 (2018)
- 더 윈드: 악마의 속삭임 (2018)
- 너의 얼굴은 (2020, Looks That Kill)

### 텔레비전
- 번헤드 (2012-13)
- 블루 블러드 (2014)
- 캐리 다이어리 (2014)
- 간호사 재키 (2014)
- 디 어페어 (2014-19)